# Malafon
Die Malafon war ein schiffsgestützter Lenkflugkörper zur U-Jagd, der in Frankreich entwickelt wurde. Malafon steht für Marine Latécoère Fonds.

## Entwicklung
Der Ursprung des Malafon-Programms geht auf Anfang der 1950er-Jahre zurück, als der Generalstab der französischen Marine beschloss, französische Kriegsschiffe mit einem U-Jagd-System auszustatten, welches Torpedos auf weit entferne U-Boote abwerfen konnte. Die Entwicklung begann 1956 unter der Federführung der Groupe Latécoère in Zusammenarbeit mit der Direction des constructions navales (DCNS) und Alcatel. Der erste Prototyp war 1958 fertiggestellt und ab 1959 begannen die Schießversuche. Dabei wurden Malafon-Lenkflugkörper ab der Île du Levant und Île d’Oléron gestartet sowie ab Flugzeugen abgeworfen. Für weitere Test wurde ein komplettes Malafon-System auf dem Zerstörer La Galissonnière (D638) installiert. Ab dort wurden ab 1962 die ersten gesteuerten Testflüge durchgeführt. Schließlich wurde die Malafon 1965 bei der französischen Marine eingeführt. Insgesamt wurden rund 400 Lenkflugkörper produziert.

## Technik
Das Malafon-System wurde zur Bekämpfung von getauchten U-Booten mittels flugkörpertransportierter Torpedos entwickelt. In einer sekundären Rolle konnte es auch gegen Schiffe eingesetzt werden. Malafon war auf Zerstörern und Fregatten installiert. Das System bestand aus einem Feuerleitrechner, einem Starter sowie mehreren Malafon-Flugkörpern in einem Magazin hinter dem Starter auf dem Schiffsdeck.
Das Aussehen des Malafon-Lenkflugkörpers glich dem eines Flugzeugs. Der Lenkflugkörper hatte eine Länge von 6,15 m und der maximale Rumpfdurchmesser betrug 650 mm. Im hinteren Rumpfdrittel waren die Elektronik, Autopilot, Höhenmesser, Thermalbatterie sowie ein Gyroskop verbaut. Die restlichen zwei Drittel des Rumpfes wurden vom L4-Torpedo eingenommen. Der L4-Torpedo von DCNS war 3,13 m lang und hatte einen Durchmesser von 533 mm. Das Gewicht betrug 525 kg und der Gefechtskopf bestand aus 104 kg HBX. Angetrieben wurde er von einem Elektromotor. Etwa in der Mitte des Lenkflugkörper-Rumpfes befanden sich zwei Tragflächen mit einer Spannweite von 3,2 m. Am Heck war ein Höhenruder mit Doppelleitwerk montiert. Unten am Heck waren zwei Feststoffbooster von SNPE angebracht.
Gestartet wurde der Malafon-Lenkflugkörper ab einer Startschiene auf einem Starter. Dieser ließ sich in der Horizontalen um 360° drehen. Die Startschiene konnte in der vertikalen in einem Winkel von maximal 20° angestellt werden. Hinter dem Starter befand sich ein Magazin mit 10–13 Lenkflugkörpern. Das Magazin nahm eine Fläche von 11,5 × 12 m ein. Mit einer hydraulischen Vorrichtung konnte aus dem Magazin ein Lenkflugkörper auf den Starter geschoben werden.

## Varianten
- Malafon Mk 1: Vorserienversion ab 1962 mit drei Leitwerken
- Malafon Mk 2: Serienversion ab 1965 mit zwei Leitwerken

## Einsatzkonzept
Nachdem ein getauchtes U-Boot mit dem Schiffssonar, Bordhubschrauber oder Sonarbojen geortet worden war, wurde die Position und der Kurs des U-Bootes in den Malafon-Feuerleitrechner eingegeben. Dieser ermittelte den nötigen Kurs für den Lenkflugkörper. Dann wurde Lenkflugkörper-Starter in die Bedrohungsachse geschwenkt und die Elektronik des Lenkflugkörpers hochgefahren. Beim Start wurden die beiden Feststoffbooster gezündet. Diese beschleunigten den Lenkflugkörper innerhalb von rund drei Sekunden auf rund 230 m/s (830 km/h). Nach vier Sekunden wurden die ausgebrannten Booster abgeworfen. Der Lenkflugkörper hatte jetzt eine Höhe von rund 320 m erreicht und der Weiterflug erfolgte nun antriebslos im Gleitflug. Nach dem Start hielt sich der Lenkflugkörper mit Hilfe vom Autopiloten auf dem vorgegebenen Kurs. Dabei wurde seine Flugbahn visuell sowie mit dem Schiffsradar verfolgt. Zur besseren visuellen Erkennbarkeit des Lenkflugkörpers waren an dessen Tragflächen Fackeln angebracht, die ein helles Licht und eine Rauchspur erzeugten. Kurskorrekturen wurden vom Feuerleitrechner ermittelt und mittels Funkkommandos an den Flugkörper gesendet. Nach einem Gleitflug von 13 km hatte der Lenkflugkörper noch eine Geschwindigkeit von 140 m/s sowie eine Flughöhe von 100 m. In 800 m Entfernung vom letzten Sonarkontakt wurde der Torpedo abgeworfen. Der Abwurf geschah durch eine Zeitschaltuhr oder per Funkkommando. Der Torpedo schwebte an einem Fallschirm auf das Wasser. Beim Auftreffen auf die Wasseroberfläche löste sich der Fallschirm vom Torpedo, der nun abtauchte und selbstständig mit der Suche nach dem U-Boot begann. Dazu verwendete er ein Aktivsonar. Die maximale Geschwindigkeit des Torpedos lag bei 30 Knoten (rund 55 km/h) und die maximale Reichweite bei etwa 6 km. Er konnte U-Boote mit 20 Knoten Fahrt bis in eine Tiefe von 300 m bekämpfen. Der Malafon-Lenkflugkörper stürzte nach dem Abwurf des Torpedos ins Meer.

## Verbreitung und Status
Malafon kam nur innerhalb der französischen Marine zum Einsatz und wurde nicht exportiert. Im Jahr 1997 wurden die letzten Malafon auf dem Zerstörer Suffren (D602) außer Dienst gestellt. Folgende Schiffsklassen und Schiffe waren mit der Malafon ausgerüstet:
- Zerstörer der T47-Klasse: D'Estrées (D629), Maillé-Brézé (D627), Vauquelin (D628), Casabianca (D631), Guépratte (D632)
- Zerstörer der Suffren-Klasse: Suffren (D602), Duquesne (D603)
- Zerstörer der Tourville-Klasse: Tourville (D610), Duguay-Trouin (D611), De Grasse (D612)
- Zerstörer Duperré (D633) und La Galissonnière (D638)
- Fregatte Aconit (F703/D609)